# کلسیر
کلسیر (به لاتین: Këlcyrë) یک شهرک در آلبانی است که در Këlcyrë municipality واقع شده‌است.